# Стюарт, Джеймс, 1-й виконт Стюарт Финдхорнский
Джеймс Грей Стюарт, 1-й виконт Стюарт из Финдхорна (англ. James Gray Stuart, 1st Viscount Stuart of Findhorn; 9 февраля 1897 — 20 февраля 1971) — британский политик-юнионист.

## Происхождение и образование
Родился 9 февраля 1897 года в Эдинбурге. Третий сын Мортона Стюарта, 17-го графа Морея (1855—1930), и Эдит Дуглас Палмер (? — 1945), дочери контр-адмирала Джорджа Палмера. Он получил образование в Итонском колледже и собирался поступить в Кембриджский университет, но планы были прерваны началом Первой мировой войны.

## Военная служба
Джеймс Стюарт был переведен из Корпуса подготовки офицеров в Специальный резерв в качестве испытательного второго лейтенанта в 3-й (резервный) батальон Королевских шотландцев (его испытательный срок закончился в январе 1915 года) и участвовал в Первой мировой войне, достигнув чина капитана. Он был награжден Военным крестом в 1917 году.
В июне 1920 года он был назначен шталмейстером Его Королевского Высочества принца Альберта и был назначен членом (4-го класса) Королевского Викторианского ордена в декабре 1922 года.

## Политическая карьера
Джеймс Стюарт заседал в Палате общин от Морея и Нэрна в 1923—1959 годах. Он служил лордом казначейства с 1935 по 1941 год при премьер-министрах Рамсее Макдональде, Стэнли Болдуине, Невилле Чемберлене и Уинстоне Черчилле. В 1939 году он стал членом Тайного совета Великобритании. В 1941 году Черчилль повысил его до должности парламентского секретаря казначейства (главного организатора правительства), на которой он оставался до 1945 года. Он продолжал быть главным организатором консерваторов до 1948 года. В 1950 году он стал председателем Шотландской юнионистской партии и занимал эту должность до 1962 года.
Когда консерваторы вернулись к власти при Черчилле в 1951 году, Джеймс Стюарт был назначен государственным секретарем Шотландии с местом в кабинете министров. Он оставался на этой должности до 1957 года, последние два года премьерства сэра Энтони Идена. Он был назначен кавалером Ордена Почёта в 1957 году.
20 ноября 1959 года он был возведен в звание пэра как виконт Стюарт Финдхорнский из Финдхорна в графстве Морей, став членом Палаты лордов Великобритании.

## Семья

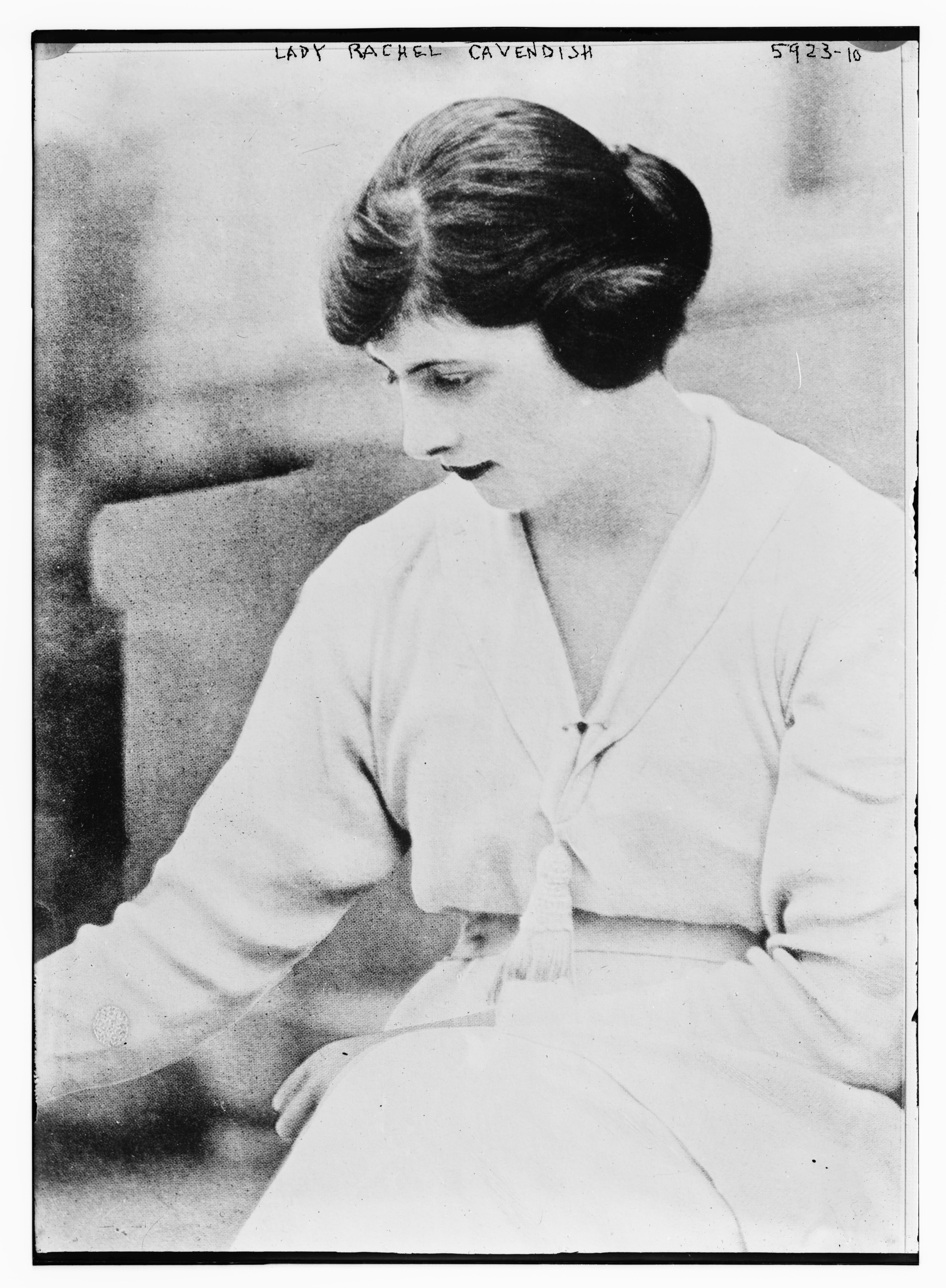
Рэйчел Кавендиш, 1920—1925 годы

4 августа 1923 года Стюарт женился на леди Рэйчел Кавендиш (22 января 1902 — 2 октября 1977), дочери Виктора Кавендиша, 9-го герцога Девонширского, и леди Эвелин Эмили Мэри Петти-Фицморис. У супругов было трое детей:
- Дэвид Рэндольф Морей Стюарт, 2-й виконт Стюарт из Финдхорна (20 июня 1924 − 24 октября 1999), старший сын и преемник отца
- Достопочтенный Джон Дуглас Стюарт (11 июня 1925 − 1990), лейтенант Королевского флота
- Достопочтенная Джин Давина Стюарт (род. 7 января 1932).

Невестка Джеймса Стюарта Дороти Кавендиш была женой премьер-министра Гарольда Макмиллана.
Виконт Стюарт Финдхорнский скончался в больнице Солсбери 20 февраля 1971 года в возрасте 74 лет, и его виконтство унаследовал его старший сын.
До женитьбы Джеймс Стюарт был известен как поклонник леди Элизабет Боуз-Лайон, будучи шталмейстером ее будущего мужа принца Альберта, герцога Йоркского (будущего короля Георга VI).